# Titularbistum Apollonis
Apollonis (ital.: Apollonide) ist ein Titularbistum der römisch-katholischen Kirche.
Es geht zurück auf einen historischen Bischofssitz in der antiken Stadt gleichen Namens in der kleinasiatischen Landschaft Lydien in der heutigen (Türkei).
| Titularbischöfe von Apollonis |                                     |                                              |                  |                   |
| Nr.                           | Name                                | Amt                                          | von              | bis               |
| 1                             | José de Jesús Pimiento Rodriguez    | Weihbischof in Pasto (Kolumbien)             | 14. Juni 1955    | 30. Dezember 1959 |
| 2                             | Joseph-Marie-Goerges-Michel Goupy   | Koadjutorbischof in Blois (Frankreich)       | 6. Februar 1960  | 28. November 1961 |
| 3                             | Rodolfo das Mercês de Oliveira Pena | emeritierter Bischof von Valença (Brasilien) | 10. Februar 1962 | 14. Dezember 1970 |
| 4                             | Michel Louis Marie Joseph Mondésert | Weihbischof in Grenoble (Frankreich)         | 4. Juni 1971     | 16. April 2009    |